# Inguias
Inguias is een plaats (freguesia) in de Portugese gemeente Belmonte en telt 846 inwoners (2001).